# No Man's Sky
No Man's Sky es un videojuego desarrollado y publicado por Hello Games para PlayStation 5, PlayStation 4, Xbox One, Xbox Series X/S, Microsoft Windows y Nintendo Switch. El juego presenta un mundo abierto generado por procedimientos. Se lanzó en agosto de 2016 para las plataformas PlayStation 4 y Microsoft Windows. Para la consola Xbox One se lanzó el 24 de julio de 2018, junto con la actualización NEXT.
Anunciado en el VGX 2013 junto a su tráiler, el videojuego mostró exploración planetaria, océanos profundos y posibles depredadores en los diversos planetas generados.
Se introduce a los jugadores en un universo desconocido que tienen que explorar cuyas características, flora y la fauna pueden compartir y actualizar. Tanto las naves como el armamento se generan por procedimientos.

## Jugabilidad
En la Paris Games Week, Hello Games anunció que el juego saldría en junio de 2016, aunque el 28 de mayo de 2016, Sony anunció en un comunicado que se retrasaría hasta agosto, siendo una de las razones la necesidad de "pulir" el juego, ya que tenía fallos que corregir. El 10 de julio de 2016 se anunció que se había terminado de desarrollar el juego. El peso total de descarga es 2.6 GB, pero se necesitan 10 GB adicionales en el disco duro.
El juego se basa en dos pilares: exploración y comercio. Mediante la exploración, los jugadores recopilan información sobre los planetas que podrán incluir en el Atlas, una base de datos universal que podrán compartir con otros jugadores. Los jugadores reciben dinero del juego como recompensa cada vez que añaden información nueva al Atlas. 
Los jugadores, además, ganan materiales y recetas para mejorar el equipo de su personaje y comprar una pequeña variedad de naves espaciales con las que adentrarse en la galaxia, explorar planetas con entornos hostiles o comerciar con otras naves. Algunas actividades, como matar formas de vida o extraer recursos de los planetas atraerán la atención de los Centinelas, que intentarán matar al jugador si nos escanea mientras hacemos la acción.
Los jugadores participarán en un universo compartido en línea, donde podrán compartir nombres de planetas, especies e incluso de sistemas solares completos. El juego genera la forma de los planetas (montañas, lagos, valles) y la ubicación de animales y plantas. 
Sean Murray creó la primera versión del juego. El primer teaser salió en diciembre de 2013.

## Objetivo
El objetivo principal del juego es alcanzar el centro del universo o categorizar el máximo de especies de animales, plantas y rocas para recibir recompensas del Atlas. A lo largo del juego, el jugador encontrará lugares como naves estrelladas, ruinas o escombros de naves destruidas donde habrá información.
El usuario podrá ganar créditos investigando a diferentes monstruos o realizando acciones como la minería. Con el dinero virtual ganado se accede a las diferentes tiendas de los planetas para mejorar el personaje y la nave.
Como es lógico, al ir adentrándose en la galaxia, van apareciendo enemigos más poderosos, por lo que continuar avanzando se vuelve más difícil.

## Actualizaciones
En noviembre de 2016, se lanzó la primera gran actualización, llamada Foundation Update, que permite al jugador reclamar un planeta como hogar y construir una base en él a partir de recursos recolectados. Una vez construida, el jugador puede regresar inmediatamente a su base teletransportándose desde una estación espacial en cualquier punto de la galaxia. 
La base permite tener estaciones especiales, como las terminales de investigación, administradas por alienígenas reclutados, que ayudan a desbloquear nuevas tecnologías y conseguir nuevos recursos. La base se pueden reubicar en un planeta distinto en cualquier momento, siempre y cuando la primera se destruya. También se pueden comprar naves espaciales con una base espacial incorporada con opciones similares a las bases planetarias y con capacidad de almacenamiento adicional para recursos. 
Hay dos modos de juego nuevos, siendo el modo de juego original considerado como el tercer modo predeterminado. El modo supervivencia tiene las mismas características que el normal, pero con una dificultad mucho mayor: los efectos atmosféricos tienen un mayor impacto en exotraje, las criaturas alienígenas son más hostiles, los centinelas están más alerta y son más dañinos, y los recursos tienden a ser escasos. Si el jugador muere en modo supervivencia, perderá todo el progreso conseguido, aunque mantendrá sus créditos, el conocimiento de idiomas alienígenas y planos de tecnología conocidos. Por último, el modo creativo elimina la posibilidad de recibir daño y proporciona recursos ilimitados al jugador, permitiendo así disfrutar de la exploración.
En marzo de 2017 se lanzó una segunda actualización, conocida como Path Finder Update, que añadió la posibilidad de construir unos nuevos vehículos llamados exocraft para facilitar la exploración. Los exocraft deben ser construidos en el planeta de origen del jugador, a partir de ese momento se podrá recurrir a ellos desde otro planeta gracias a una actualización menor lanzada días después. Esta actualización trajo consigo un cuarto modo de juego, conocido como permadeath, que borra todo el progreso del jugador al morir; el soporte para Steam Workshop para compartir bases; nuevas características y materiales de construcción de bases, clases de naves y multiherramientas y gráficos mejorados de PlayStation 4 Pro.
La tercera actualización, titulada Atlas Rises Update, fue lanzada en agosto de 2017. Incluyó 30 horas de narración a la historia del juego y agregó misiones generadas por procedimientos. El jugador puede usar portales para transportar rápidamente a través de la galaxia del juego usando una serie de glifos que sirven como coordenadas. Un modo cooperativo limitado en línea, llamado "exploración conjunta", permite que hasta 16 jugadores exploren el mismo planeta y usen el chat de voz y comandos de texto para comunicarse con otros cerca de ellos, estos se verán unos a otros como esferas brillantes, la única forma de interacción dentro del juego, es la creación de "monumentos" para recordar ese encuentro; Hello Games declaró que este era el primer paso hacia una experiencia cooperativa mejor. La actualización fue precedida por varias semanas de un juego de realidad alternativa llamado Waking Titan. 
A finales de marzo, Sean Murray anunciaba NEXT, la próxima y mayor actualización hasta la fecha para el juego. A la vez, anunciaba la salida de No Man's Sky en Xbox One y Tencent WeGame, una plataforma de juegos china. Esta actualización incluirá una experiencia completa con todas las funciones incluidas en las actualizaciones anteriores. El 17 de mayo se anunciaba la fecha de salida oficial, siendo el 24 de julio en Norteamérica y el 27 en Europa. 505 Games se encargará del lanzamiento físico del juego en Xbox One. A la vez Waking Titan se había reactivado, permitiendo a los jugadores conocer poco a poco más sobre la nueva actualización, de la misma manera que con Atlas Rises. Sean Murray ha declarado que pretenden seguir con las actualizaciones durante más tiempo, ya que considera, que no ve el juego completo, es decir, como él lo imagina.[cita requerida]
El día 15 de marzo de 2019, Sean Murray anunciaba que, en verano de ese mismo año, No Man's Sky recibiría su siguiente actualización, Beyond, según él la más grande de todas hasta el momento. El equipo de Hello Games tenía previsto lanzar tres actualizaciones, pero decidieron unirlas todas para que tuviera un mayor impacto. Una de esas actualizaciones es No Man's Sky Online, que incluirá una nueva experiencia social y que permite a jugadores de todos los rincones del universo reunirse y jugar juntos, sin embargo aclaran que no lo consideran un MMO, a su vez niegan la inclusión de un modelo de suscripción ni microtransacciones.[cita requerida]
El día 25 de marzo de 2019, Sean Murray anunciaba la segunda parte de la actualización Beyond, que consistía en añadir la posibilidad de jugar al No Man’s Sky en realidad virtual en la PS4 y Xbox One. Sean Murray afirmó que no iba a consistir en un modo de juego aparte, sino que todo el juego con todas las funciones iba a ser compatible con la realidad virtual. Sean Murray añadió que el juego iba a volver a venderse en formato físico en las tiendas.[cita requerida]

## Críticas

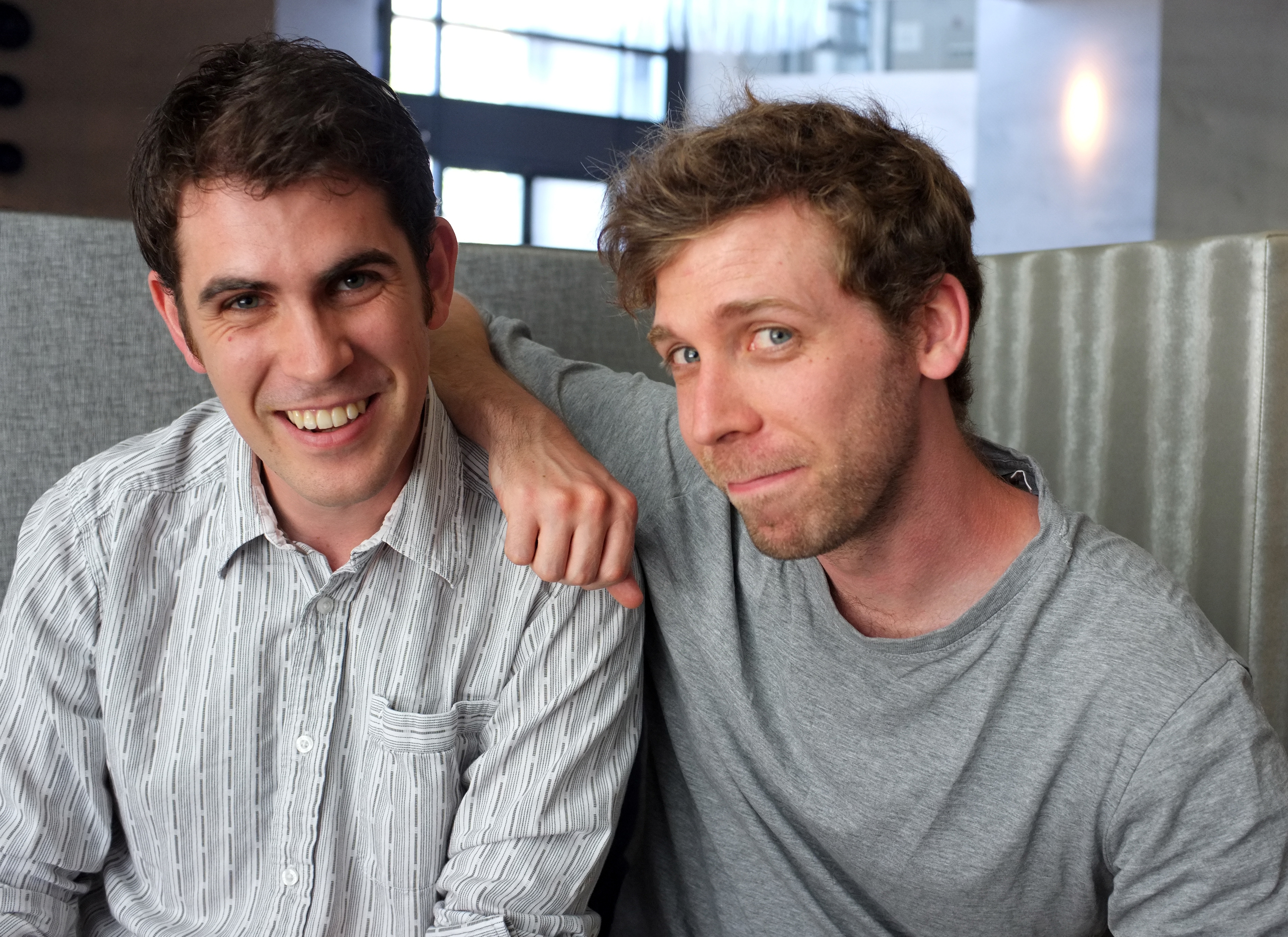
Sean Murray (izquierda) y Grant Duncan.

No Man's Sky fue uno de los juegos más esperados desde su anuncio. Por eso, el día de su lanzamiento fue un éxito en ventas, logrando posicionarse como uno de los juegos más vendidos de 2016. Sin embargo, pocos días después, comenzaron a salir a la luz las mentiras que el creador del juego había dicho. Semanas después de su lanzamiento, se convirtió en uno de los peor valorados juegos del año. [cita requerida]
Tras el lanzamiento, los jugadores comenzaron a darse cuenta de que muchas cosas que se habían prometido no estaban en el juego. El quiebre sucedió cuando dos jugadores decidieron comprobar si el juego era realmente en línea, como el creador había dicho previamente. Ambos jugadores acordaron un punto de encuentro y cuando llegaron a él se dieron cuenta de que no podían verse a pesar de estar en el mismo lugar, por lo que el creador, Sean Murray, había mentido en los meses previos al lanzamiento al decir que era posible encontrarse con otros jugadores. [cita requerida]
Por ello, Sony emitió un comunicado diciendo que se aceptarían devoluciones del juego a aquellos que hubieran jugado menos de 50 horas. A raíz del escándalo, los medios de videojuegos más reconocidos destrozaron al juego con sus calificaciones y se registraron más de cincuenta mil devoluciones. Además, Sean Murray agravó la situación con una serie de tuits desafortunados y al poco tiempo se descubrió que, al llegar al centro de la galaxia, el juego se reinicia trasladando al jugador a otra galaxia y obligándolo a empezar de cero. [cita requerida]

### Hackeo de la cuenta de Twitter del estudio
Tres meses después del lanzamiento del juego, la cuenta de Twitter de la empresa Hello Games fue hackeada, y con ella se tuiteó que No Man's Sky había sido un error. [cita requerida]
Sin embargo, los desarrolladores de No Man's Sky siguieron lanzando actualizaciones gratuitas a lo largo del tiempo que acercaban el juego a lo que se había anunciado originalmente. Por este motivo, No Man's Sky pasó de tener un 12% de valoraciones positivas en diciembre de 2016 a un 91% en diciembre de 2024.